# 2012年ロンドンオリンピックの独立参加選手団
2012年ロンドンオリンピックの独立参加選手団（2012ねんロンドンオリンピックのどくりつさんかせんしゅだん）は、2012年ロンドンオリンピックにおいて、旧オランダ領アンティル選手団所属だった選手と南スーダン出身の選手で構成された複数地域の混合チーム。IOCコードはIOA（Independent Olympic Athletes）。このIOCコードは、2000年シドニーオリンピックで東ティモール選手団が個人参加（Individual Olympic Athletes）として参加したものと同じではあるが、組織としての連続性は無く別個の扱いになっている。

## 選手団の概要
オリンピックへの参加は通常国内オリンピック委員会名義での派遣となっているが、本選手団は下記の理由により国内オリンピック委員会名義で参加できなかった男女合わせて4人の選手で構成されていた。以下は、所属地域および国の選手団の概要である。

### 旧オランダ領アンティル
オランダの自治領であったオランダ領アンティルは2008年北京オリンピックまで、オリンピックオランダ領アンティル選手団として独立した組織での参加を続けていた。しかしながら、2010年にオランダ領アンティルが解体されたことにより、2011年に南アフリカ共和国のダーバンで開かれた国際オリンピック委員会総会で、オランダ領アンティルオリンピック委員会は承認を取り消されてしまう。
この時点では、まだ各地域ごとでの組織委員会を結成するかオランダ本国の選手団で参加するか決めていなかったため、救済措置として独立選手団という形での参加が認められた。参加選手は男子400m走・男子柔道81kg級・女子セーリングに参加する男女合わせて3人で、いずれもキュラソーの出身である。

### 南スーダン
南スーダンは2011年にスーダンから分離独立した国家。しかしながら、ロンドンオリンピックまでに組織委員会の結成が間に合わなかったため、その救済措置のため独立参加による参加が認められた。選手は同国出身ながらも、スーダン内戦によって難民となったため無国籍扱いになっている男子マラソンに参加するグオル・マリアルのみで、開会式には参加していない。